# Sirhookera
Sirhookera är ett släkte av orkidéer. Sirhookera ingår i familjen orkidéer.
Kladogram enligt Catalogue of Life:
| Sirhookera | \| \| Sirhookera lanceolata \| \| \| \| \| \| Sirhookera latifolia \| \| \| \| |
|            | \| \| Sirhookera lanceolata \| \| \| \| \| \| Sirhookera latifolia \| \| \| \| |
|            | Sirhookera lanceolata                                                          |
|            |                                                                                |
|            | Sirhookera latifolia                                                           |
|            |                                                                                |